# Юнчии
Юнчии или често членувано Юнчѝите или Юнчиито (известно и с турското си име Юнджулар, Юнджилар, Юнчулар, на гръцки: Κύμινα, Кимина, до 1926 година Γιουντζήδες, Юндзидес) е село в Егейска Македония, Гърция, част от дем Делта в област Централна Македония.

## География
Юнчии е разположено в областта Вардария в Солунското поле на 25 километра западно от град Солун. Селото е слято с разположеното на запад бежанско селище Неа Малгара.

## История

### В Османската империя
Селото първоначално се нарича Чадъркьой. Селото е основано около средата на XV век от християни, отглеждащи коне за нуждите на кавалерията. Принадлежи на муката на пазачите на ливади. Систематичното отглеждане на коне в тази област на устието на река Вардар се споменава дневника на венецианеца Джовани Мария дели Анджиолело, който минава през тези села през 1470 година: „... жителите донесоха от Мала Азия и отгледаха коне от хубава порода. Това отглеждане се извършваше с детелина, която се отглеждаше от християнските жители на селището.“ Детелина на турски е юнджа, от което селото получава името Юнджида или Юнджилар. Юнчиите е част от вакъфа на Гази Евренос бей и муката на пазачите на ливади за отглеждане на кобили, камили и диви коне. Около 1750-1800 година Юнчиите има 110 къщи. През 1771 година селото плаща испенч харадж - годишен данък от 3740 сребърника. През 1771 година има сто и осемнадесет (118) семейства, които през 1886 година стават сто и петдесет (150).
Първоначалното селище е било на североизток от сегашното място, южно от горичката Мусия, по-близо до Вардар, където днес е църквата „Свети Нектарий“, на мястото на първата църква на селището. В началото на XIX век селото е преместено на сегашното си местоположение, за да се избегнат наводненията от Вардар. През селото до 1880 година е минавал ръкав на Вардар, започващ от местността Кревасария северно от Коняри и преминавайки през буйната гора Мусия от извисяваща се брястове, тополи, аврамови дървета и върби, достига до местността Камци, югозападно от Юнчиите. Ръкавът разделя селото на две махали. Ръкавът се разделя на две, едното корито минава покрай малкия чифлик Затфоро и излиза в морето, а другото се отправя на юг към местността Попова бара (Πόποβα μπάρα).
През 1818 година жителите построяват църквата „Св. св. Петър и Павел“, чиито руини са запазени.
Селото е чисто българско село в Солунска кааза на Османската империя, едно от 37-те села и 10 чифлика в Солунското поле, принадлежащи към Камбанийската епархия с център в Кулакия (Халастра). В 1848 година руският славист Виктор Григорович описва в „Очерк путешествия по Европейской Турции“ Юнци като българско село. Александър Синве („Les Grecs de l’Empire Ottoman. Etude Statistique et Ethnographique“) в 1878 година пише, че в Юдзида (Youtzida), Камбанийска епархия, живеят 900 гърци. В „Етнография на вилаетите Адрианопол, Монастир и Салоника“, издадена в Константинопол в 1878 година и отразяваща статистиката на населението от 1873 година Унчите (Untchyté) е показано като село с 230 домакинства и 1424 жители българи. В 1885 година селото има 150 домакинства. В селото пуска корени католическата пропаганда. От 1865 до 1869 година в католическата църква „Св. св. Петър и Павел“ служи отец Поликарп Анастасиадис. Според гръцки данни униатските семейства първоначално са 16, в края на века се удвояват, но след няколко години стават само 5.
В 1900 година според Васил Кънчов („Македония. Етнография и статистика“) в Юнчии живеят 890 българи християни. Населението е разделено в конфесионално отношение. По данни на секретаря на Българската екзархия Димитър Мишев („La Macédoine et sa Population Chrétienne“) в 1905 година в Юнчиите (Yountchiité) има 640 патриаршисти гъркомани и 208 българи униати. В селото функционира гръцко училище. В 1894 - 1895 година директор на основното гръцко училище е Димитриос Папайоану. Училището има 45 ученици и в него преподава един учител. През 1906 година шестдесет и осем (68) ученици посещават основното училище, в което преподават двама учители преподават, а 20 ученици посещават смесеното начално училище с четири класа, където преподава тесалийцът Дарданис. 48 деца посещават детската градина на учителката Андромахи Ксантиду.
Според преброяване от 1905 година Юнчии има 780 жители, според гръцки данни елинофони и славофони патриаршисти и няколко семейства униати.
Според доклад на Димитриос Сарос от 1906 година Юндзидес (Γιουντζίδες) е славяногласно село в Кулакийската епископия с 650 жители с гръцко съзнание. В селото работи гръцко четирикласно смесено училище и детска градина с 68 ученици (20 мъже и 48 жени) и 2 учители.
Жителите на Юнчиите се занимават основно с отглеждане на добитък: коне за нуждите на кавалерията, крави, биволи, овце, прасета, кокошки и много патици и гъски в богатите води и със селско стопанство: отглеждали са детелина, ечемик, сусам, фасул, фасул, леща, нахут, царевица, много зеленчуци и малко пшеница. Лови се и риба във Вардар и в Ениджевардарското блато - змиорки, гули, щуки, костури. В гората се ловят зайци, фазани, диви свине, лисици, порове, вълци, а през зимата диви патици и диви гъски. Около селото има много дървета и обширно блато с буйна растителност от тръстика, къпини, върби.
През декември 1910 година властите заселват в местността Кукмус западно от Юнчиите, мюсюлмани бошняци, бежанци от анексираната от Австро-Унгария Босна. Тези мюсюлмани тероризират местните жители и произволно заграбват земите им.
При избухването на Балканската война в 1912 година пет души от Юнчии са доброволци в Македоно-одринското опълчение.

### В Гърция
През войната селото е окупирано от гръцки части и остава в Гърция след Междусъюзническата война в 1913 година.
През пролетта на 1914 година гръцките власти арестуват българския униатски свещеник в Юнчиите и го отвеждат в Солун, а 30-ината български униатски семейства са записани като православни гърци. Униатският епископ в Солун Епифаний Шанов пише протестно писмо до властите в Солун, но не получава отговор.
До 1915 година жителите на Юнчиите си набавят вода от ръкавите на река Вардар, след като първо я пресяват, за да отстранят листата, почвата и жабите. В 1915 година е направен първият сондаж на мястото, където се намира сегашната водна кула.
В „Етнография на Македония“, издадена в 1924 година, Густав Вайганд описва Йонджида като българско село на българо-гръцката езикова граница:
| „ | От другата страна на Вардар само селото Колакия е гръцко. Валмаса (Валмадес) е, напротив, българско (Гопчевич го дава гръцко), също и Йонджида, която Гопчевич съвсем е забравил. | “ |

В 1926 година селото е прекръстено на Кимина по предложение на учителя и секретар на общината Георгиос Симбулидис, произхождащ от Северозападна Мала Азия, в района на Витиния, където се намира планината Киминас. В Киминас е имало известен манастир, в който е учил Никифор Фока, преди да се възкачи на императорския трон на Византия. Оттук произлиза и ученият Севастос Киминитис (1625 - 1702).
След 1955 година горичката Мусия започва да се унищожава и накрая е превърната в ниви.
Преброявания
- 2001 година - 3682 жители
- 2011 година - 3652 жители

## Личности
Родени в Юнчии
- Васил Атанасов, македоно-одрински опълченец, 1 рота на 3 солунска дружина[16]
- Георги Алексов, македоно-одрински опълченец, Сборна партизанска рота на МОО,[17] умира на 7 ноември 1913 година заточен на Трикери[18]
- Георги Василев (1891 – ?), македоно-одрински опълченец, 3 рота на 5 одринска дружина[19]
- Георги Стоянов, македоно-одрински опълченец, 3 рота на 3 солунска дружина, Сборна партизанска рота на МОО[20]
- Григор Мичев (Мичов, 1892 – ?), македоно-одрински опълченец, 4 рота на 5 одринска дружина[21]
- Ефтим Буковалов,(1896-1934) войник в Османската армия, дезертирал по време на Балканската война при български части, по-късно бежанец в Карлово, починал след побой в карловската полиция по време на управлението на Деветнадесетомайците
- Мария Божинова (1882 - 1938), българска учителка и общественичка[2]
- Харитон Марков (Χαρίτος Μάρκου), гръцки андартски деец, четник при капитан Петру, арестуван е и лежи 2 години в затвор[22]
- Христо Принджев (Χρήστος Πρίντζος), гръцки андартски деец, агент от трети ред[23]

Други
- Станислав Буковалов (р. 1957), български журналист и писател, по произход от Юнчиите